# Ben Chilwell
Benjamin James Chilwell (Milton Keynes, Inglaterra, 21 de diciembre de 1996), más conocido como Ben Chilwell, es un futbolista británico que juega como defensa para el Chelsea F. C. de la Premier League.

## Trayectoria
Es un jugador formado en la academia del Leicester City F. C. y ganador del premio al Jugador del Año de la misma en la temporada 2014-15.
Claudio Ranieri le hizo debutar como titular en el Leicester City F. C. el 27 de octubre de 2015, en un partido de Copa de la Liga, ante el Hull City A. F. C. El 19 de noviembre fue cedido a las filas del Huddersfield Town A. F. C. de Championship, en un préstamo hasta el 3 de enero de 2016 para que ganara experiencia. El 28 de julio de 2016 firmó un nuevo contrato con el Leicester hasta 2021.
El 7 de diciembre de 2016 debutó en Liga de Campeones en una derrota por 5 a 0 ante el F. C. Porto. Diecinueve días después hizo su debut en la Premier League en un encuentro ante el Everton F. C. en el King Power Stadium. A partir de la llegada del técnico Claude Puel, en octubre de 2017, se fue ganando poco a poco el puesto en el lateral izquierdo por delante de Christian Fuchs.
El 26 de agosto de 2020 se hizo oficial su traspaso al Chelsea F. C. para las siguientes cinco temporadas. El 3 de octubre, en su primer encuentro de Premier League con el equipo, anotó un gol y dio una asistencia en el triunfo por 4-0 ante el Crystal Palace F. C.
Su segunda campaña en el equipo estuvo marcada por los problemas físicos. En noviembre de 2021 sufrió una lesión en un partido de la Liga de Campeones de la UEFA ante la Juventus de Turín que le iba a hacer perderse todo lo que quedaba de temporada. Sin embargo, pudo reaparecer en el último partido de la misma ante el Watford F. C.
El 3 de febrero de 2025, tras cuatro años y medio en los que ganó una Liga de Campeones y una Supercopa de la UEFA, fue cedido al Crystal Palace F. C. hasta el final de la temporada.

## Selección nacional
Ha pasado por las categorías inferiores de la selección inglesa (sub-18, sub-19, sub-20 y sub-21).
El 11 de septiembre de 2018 se produjo su debut con la selección inglesa en un amistoso ante Suiza, en el King Power Stadium, sustituyendo a Danny Rose en el minuto 78.
En noviembre de 2022 anunció que no podría jugar la Copa Mundial de Catar 2022 debido a una lesión en los isquiotibiales.

## Estadísticas

### Clubes
Actualizado al último partido disputado el 20 de mayo de 2025.
| Club                                  | Div.          | Temporada     | Liga  | Liga  | Copas nacionales | Copas nacionales | Copas internacionales | Copas internacionales | Total | Total |
| Club                                  | Div.          | Temporada     | Part. | Goles | Part.            | Goles            | Part.                 | Goles                 | Part. | Goles |
| ------------------------------------- | ------------- | ------------- | ----- | ----- | ---------------- | ---------------- | --------------------- | --------------------- | ----- | ----- |
| Huddersfield Town A. F. C. Inglaterra | 2.ª           | 2015-16       | 8     | 0     | —                | —                | —                     | —                     | 8     | 0     |
| Huddersfield Town A. F. C. Inglaterra | Total club    | Total club    | 8     | 0     | 0                | 0                | 0                     | 0                     | 8     | 0     |
| Leicester City F. C. Inglaterra       | 1.ª           | 2015-16       | 0     | 0     | 3                | 0                | —                     | —                     | 3     | 0     |
| Leicester City F. C. Inglaterra       | 1.ª           | 2016-17       | 12    | 1     | 5                | 0                | 2                     | 0                     | 19    | 1     |
| Leicester City F. C. Inglaterra       | 1.ª           | 2017-18       | 24    | 0     | 8                | 0                | —                     | —                     | 32    | 0     |
| Leicester City F. C. Inglaterra       | 1.ª           | 2018-19       | 36    | 0     | 0                | 0                | —                     | —                     | 36    | 0     |
| Leicester City F. C. Inglaterra       | 1.ª           | 2019-20       | 27    | 3     | 6                | 0                | —                     | —                     | 33    | 3     |
| Leicester City F. C. Inglaterra       | Total club    | Total club    | 99    | 4     | 22               | 0                | 2                     | 0                     | 123   | 4     |
| Chelsea F. C. Inglaterra              | 1.ª           | 2020-21       | 27    | 3     | 5                | 0                | 10                    | 1                     | 42    | 4     |
| Chelsea F. C. Inglaterra              | 1.ª           | 2021-22       | 7     | 3     | 2                | 0                | 4                     | 0                     | 13    | 3     |
| Chelsea F. C. Inglaterra              | 1.ª           | 2022-23       | 23    | 2     | 0                | 0                | 7                     | 0                     | 30    | 2     |
| Chelsea F. C. Inglaterra              | 1.ª           | 2023-24       | 13    | 0     | 8                | 0                | —                     | —                     | 21    | 0     |
| Chelsea F. C. Inglaterra              | 1.ª           | 2024-25       | 0     | 0     | 1                | 0                | 0                     | 0                     | 1     | 0     |
| Chelsea F. C. Inglaterra              | Total club    | Total club    | 70    | 8     | 16               | 0                | 21                    | 1                     | 107   | 9     |
| Crystal Palace F. C. Inglaterra       | 1.ª           | 2024-25       | 8     | 1     | 3                | 0                | —                     | —                     | 11    | 1     |
| Crystal Palace F. C. Inglaterra       | Total club    | Total club    | 8     | 1     | 3                | 0                | 0                     | 0                     | 11    | 1     |
| Total carrera                         | Total carrera | Total carrera | 185   | 13    | 41               | 0                | 23                    | 1                     | 249   | 14    |
| 1. 2.                                 |               |               |       |       |                  |                  |                       |                       |       |       |

## Palmarés

### Títulos nacionales
| Título | Club                 | País       | Año  |
| ------ | -------------------- | ---------- | ---- |
| FA Cup | Crystal Palace F. C. | Inglaterra | 2025 |

### Títulos internacionales
| Título                       | Club          | Sede    | Año  |
| ---------------------------- | ------------- | ------- | ---- |
| Liga de Campeones de la UEFA | Chelsea F. C. | Porto   | 2021 |
| Supercopa de la UEFA         | Chelsea F. C. | Belfast | 2021 |